# داستی جانسون
داستین مایکل جانسون (زاده ۳۰ سپتامبر ۱۹۷۶) یک سیاستمدار آمریکایی است که از سال ۲۰۱۹ به عنوان نماینده ایالات متحده در حوزه کنگره داکوتای جنوبی خدمت می‌کند. او که یکی از اعضای حزب جمهوری‌خواه بود، از سال ۲۰۰۵ تا ۲۰۱۱ به عنوان کمیسر خدمات عمومی داکوتای جنوبی خدمت کرد، زمانی که او به عنوان رئیس ستاد فرمانداری دنیس داگارد منصوب شد، سمتی که تا سال ۲۰۱۴ ادامه داشت.
جانسون به عنوان یکی از اعضای انجمن حل مشکلات مرکزگرا، عموماً یک جمهوریخواه میانه‌رو در نظر گرفته می‌شود.